# Лопатареаса (Бузау)
Лопатареаса (рум. Lopătăreasa) насеље је у Румунији у округу Бузау у општини Бисока. Oпштина се налази на надморској висини од 711 m.

## Становништво
Према подацима из 2002. године у насељу је живело 292 становника, од којих су сви румунске националности.